# Anton Raphael Mengs
Anton Raphael Mengs (Aussig, Bohemia, 12 de marzo de 1728-Roma, Estados Papales, 29 de junio de 1779) fue un pintor y teórico neoclásico. De origen checo alemán, gozó de éxito internacional y trabajó para diversas cortes europeas: Dresde, Madrid y Viena, entre otras.

## Biografía

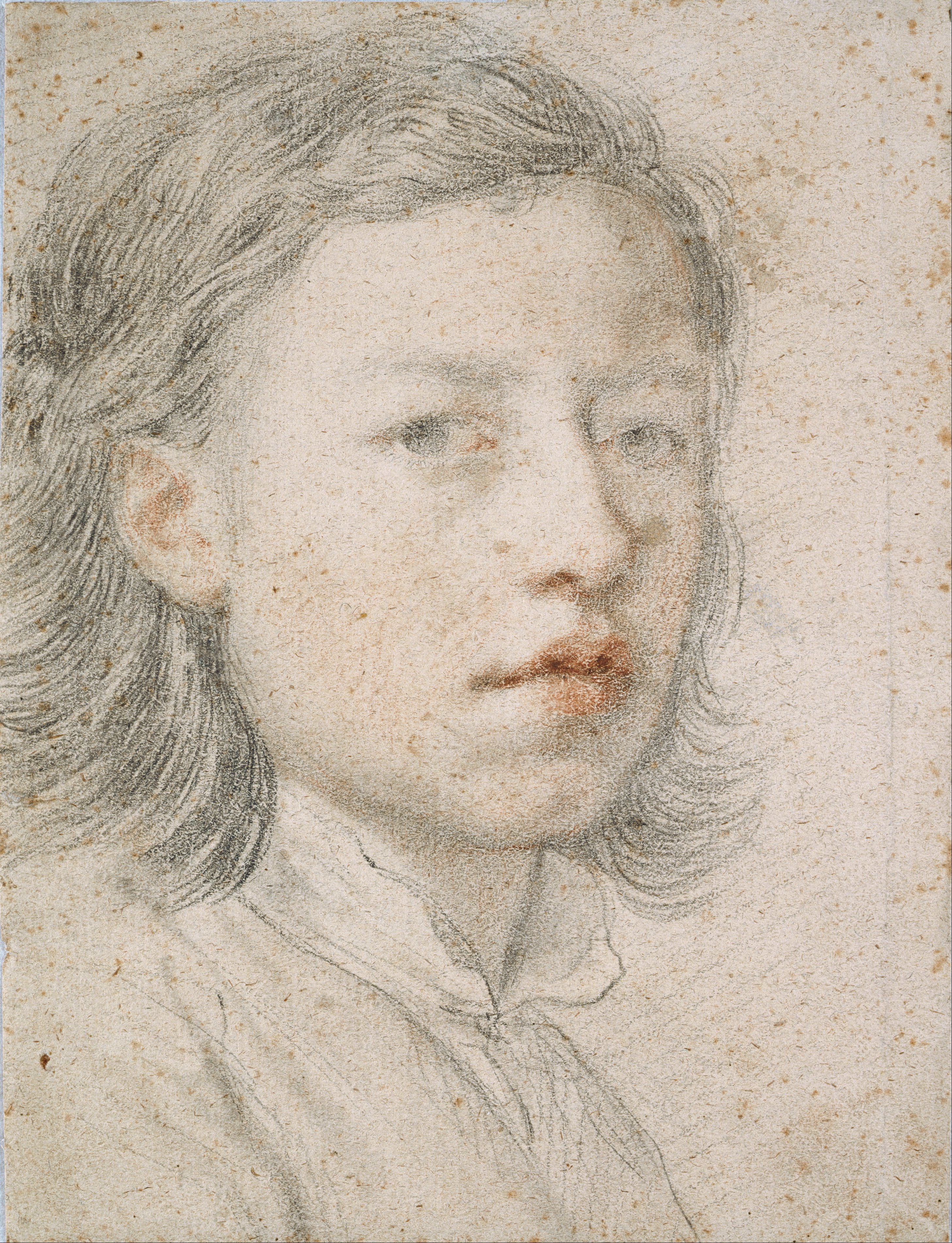
Autorretrato de Anton Raphael Mengs a los 12 años (1740).

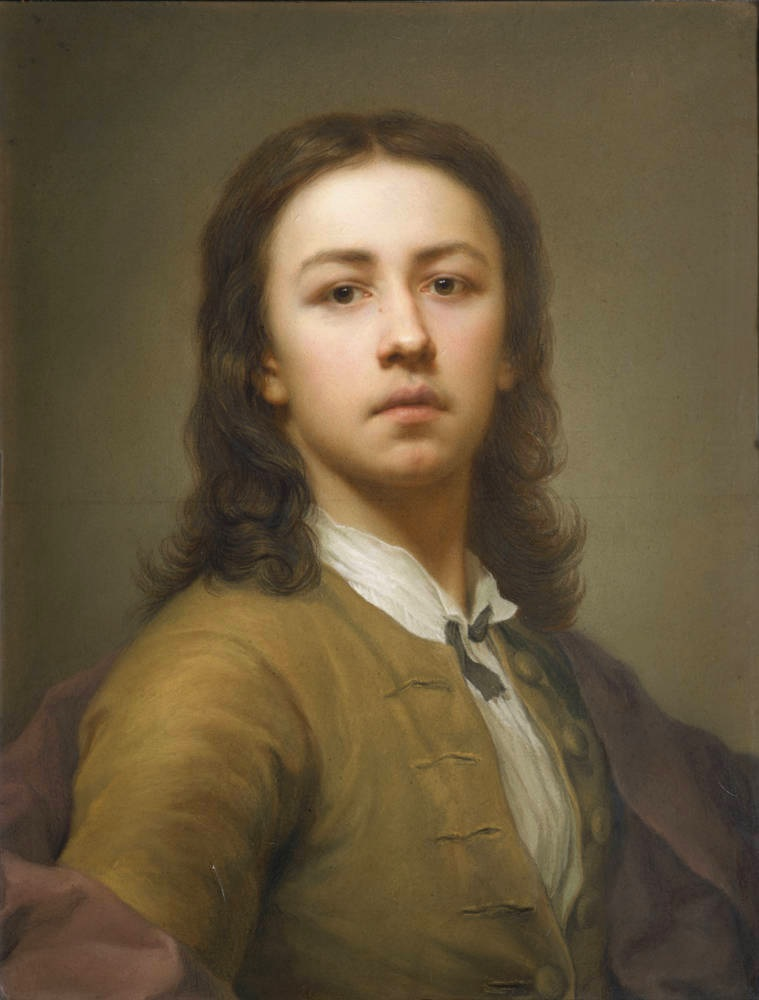
Anton Raphael Mengs, Autorretrato juvenil hecho al pastel (1744). Gemäldegalerie Alte Meister, Dresde.

Nacido en Aussig (Bohemia) en 1728, su nombre se debe a dos pintores que fueron fuente de inspiración para su padre y más adelante lo serían para él: Antonio Allegri (apodado Correggio) y Rafael Sanzio. Su etapa de formación no solo se orientó a las técnicas sino a la teoría del arte, que estaba en sus inicios como ciencia, abanderada por Johann Joachim Winckelmann, de quien fue alumno destacado y amigo. Se formó en Dresde bajo la dirección de su padre, Ismael Mengs, que era pintor oficial de la corte, que además de pintor era un gran dibujante y especialista en miniaturas y esmaltes. Anton Raphael viajó a Roma entre 1741 y 1744 con el fin de completar su educación artística. Allí el joven Mengs trabajó bajo la dirección de Marco Benefial y estudió especialmente la escultura antigua del Belvedere, a Rafael y la pintura clásica del siglo XVII. Se conservan pocas muestras de aquella etapa. Una de ellas es Las artes lloran a Rafael, que se conserva en el Museo Británico de Londres, que copia un grabado de Pietro Aquila de una composición de Carlo Maratta.
Regresó en 1744 a Dresde, donde fue nombrado pintor de la corte, dedicándose sobre todo a los retratos al pastel, que incluyen obras como el Retrato de Augusto III, el Retrato del padre del artista y el Autorretrato, todos actualmente en la Gemäldegalerie Alte Meister de Dresde. En 1746, después de haber estado en Venecia, Parma y Bolonia, regresó a Roma, donde permaneció hasta 1749.
Pintor del rey Augusto III de Polonia desde 1746, volvió de nuevo a Italia en 1748, donde alternó la actividad artística con la difusión de sus ideas estéticas de retorno a la antigüedad clásica (escribió la obra Reflexiones sobre la belleza y el Gusto en la Pintura), estableciéndose definitivamente en la ciudad de Roma en 1752, después de convertirse al catolicismo y contraer matrimonio con una italiana.
Una obra de ese período es Fernando IV, rey de Nápoles (1760, Museo del Prado). En esta época competía como retratista con el máximo exponente rococó del momento, Pompeo Batoni. Del estrecho contacto con el rococó tomó la vitalidad y la frescura, que serían una constante en sus retratos. Pintó la Apoteosis de S. Eusebio en 1757 en las bóvedas de la iglesia de San Eusebio, en Roma, alejándose de los cánones barrocos y fijando los neoclásicos. En 1761 pintó el fresco de El Parnaso en el techo de la Villa Albani, en Roma, que se convirtió en un manifiesto del neoclasicismo por su evidente empleo de soluciones tomadas de los maestros del Renacimiento y en particular de Rafael. Ese mismo año es llamado a España, donde permanecería hasta 1769, siendo nombrado Primer Pintor del rey Carlos III, para quien trabajó en el embellecimiento del Palacio Real y del Palacio de Aranjuez. De esta etapa destacan, entre otras obras, Carlos IV, príncipe de Asturias (c. 1765) y María Luisa de Parma, princesa de Asturias (c. 1765), ambos en el Museo del Prado de Madrid, y su autorretrato de 1774 que cuelga en la Walker Art Gallery, de Liverpool. Sus frescos fríos, de colores desvaídos y desprovistos de emoción según el gusto de la época, triunfaron sobre los de Tiépolo, a quien Mengs consiguió arrinconar. También siguió trabajando como retratista. Volvió a Madrid entre 1774 y 1777, año en que, sintiéndose enfermo, marchó a Roma, en donde falleció de tuberculosis en 1779, siendo enterrado en la iglesia de los Santi Michele e Magno in Sassia, cerca de la basílica del Vaticano y donde pocos años después se le erigió un monumento funerariorealizado por el escultor romano Vincenzo Pacetti.

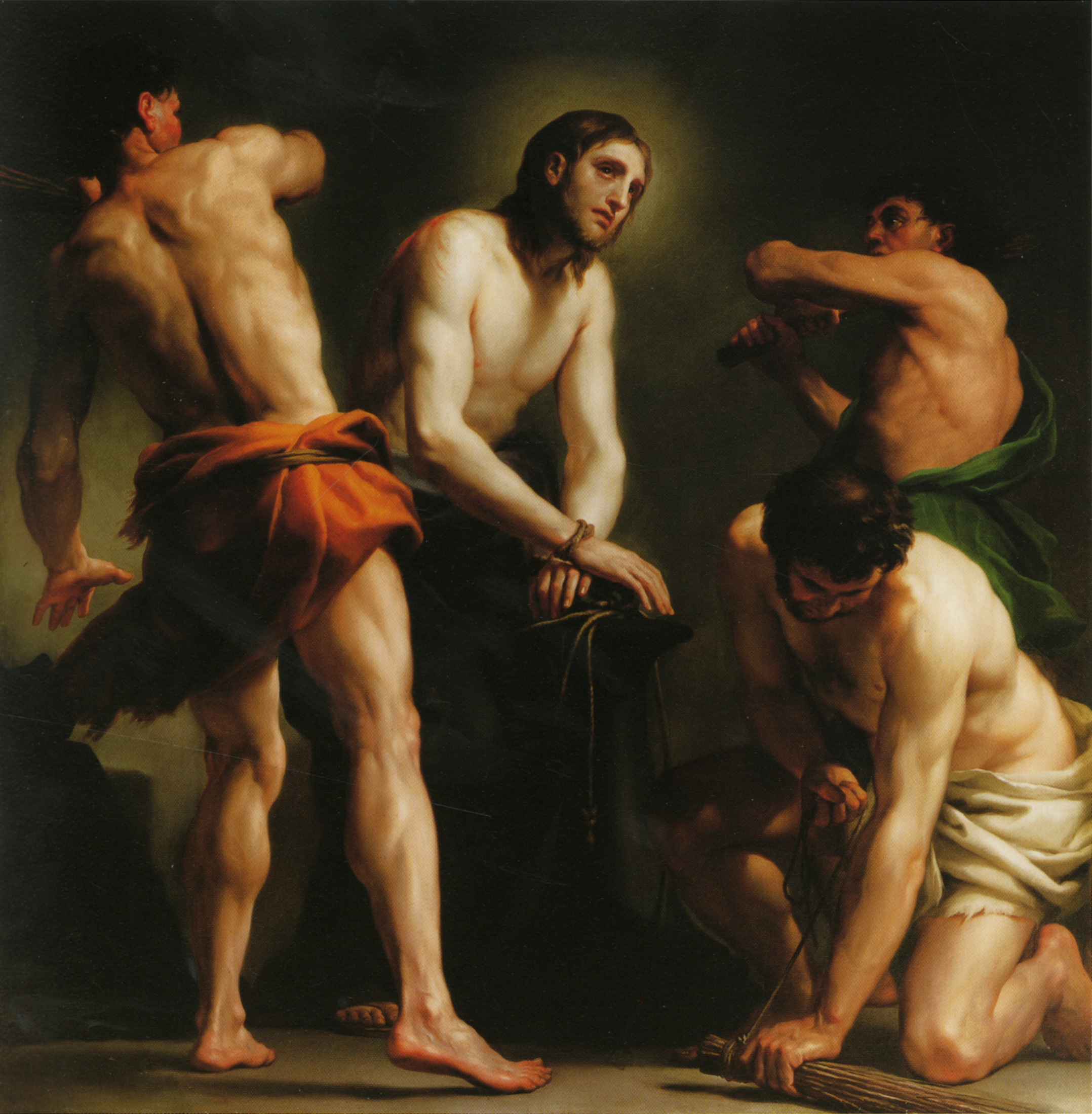
Flagelación de Cristo (1769). Galería de las Colecciones Reales

Fue el pintor más famoso y mejor considerado de su tiempo, y ejerció en sus coetáneos una influencia notable. En la actualidad, más que sus obras históricas y alegóricas se valoran los retratos que realizó para numerosas cortes europeas.
Su repercusión en el arte español fue notable, especialmente en la corte de Madrid. A su sombra despuntaron los Bayeu, y también intervino para que Goya obtuviese un primer empleo en la capital. Su difícil carácter hizo que se enemistara con muchos personajes de la corte, lo cual le hizo acortar su estancia.

## Obras de Mengs en España
En las Obras de Mengs editadas por José Nicolás de Azara (1780) se incluye una  Lista de las pinturas de Mengs, existentes, o hechas en España. El ilustrado Eugenio de Llaguno, colaborador en la confección de esa Lista, concluía que “lo más y mejor está en Madrid”, fruto de esas dos largas estancias en la corte española: de 1761 a 1769 y de 1774 a 1777.Como instituciones herederas de las colecciones reales de España, Patrimonio Nacional y el Museo del Prado conservan un sobresaliente conjunto de obras de este artista. En el Museo del Prado sobre todo retratos, si bien destaca una monumental Adoración de los pastores, pintada sobre tabla. En 2012 el Prado incorporó el Retrato de José Nicolás de Azara, uno de los mejores del artista, el cual fue difundido en grabado por Domenico Cunego y Giacomo Bossi.
La Academia de San Fernando posee un retrato suyo muy singular, el de Isabel Parreño, más tarde marquesa de Llano, donde el vestido tipo "maja" y la expresión jovial aligeran el efecto acartonado habitual en los retratos neoclásicos. El Palacio de Liria (colección Casa de Alba) alberga otras obras suyas, entre ellas un autorretrato.
Fuera de Madrid, se puede citar en el Museo de Bellas Artes de Bilbao un Ecce Homo pintado en formato de busto, sobre tabla.
En el Palacio Real de Aranjuez hay varias obras de Mengs: el retrato de Fernando IV de Nápoles (hijo de Carlos III) y el de su esposa María Carolina de Austria, un Cristo en la cruz, una Virgen Dolorosa, una Santa María Magdalena penitente y en el teatro, la pintura al temple de la bóveda, inacabada.
En la iglesia de Santa María del Manzano, en Castrojeriz, hay una Anunciación de Mengs en el retablo mayor.